# 마스카와 다카히로
마스카와 다카히로(일본어: 増川 隆洋, 1979년 11월 8일 ~ )는 일본의 전 축구 선수이다.

## 구단 경력
그는 2003년부터 2019년까지 J리그의 아비스파 후쿠오카, 나고야 그램퍼스, 비셀 고베, 홋카이도 콘사돌레 삿포로, 교토 상가 FC에서 활동하였다.